# کلسیم مالات
کلسیم مالات (به انگلیسی: Calcium malate) با فرمول شیمیایی C4H4CaO5 یک ترکیب شیمیایی است. که جرم مولی آن ۱۷۲٫۱۵ گرم بر مول می‌باشد. 